# غاستون دومون
غاستون دومون (بالفرنسية: Gaston Dumont)‏ هو دراج لوكسمبورغي، ولد في 24 ديسمبر 1932، وتوفي في 21 مايو 1978.

## وصلات خارجية
- غاستون دومون على موقع أرشيف الدراجات (الإنجليزية)
- غاستون دومون على موقع إحصائيات الدراجات الإحترافية (الإنجليزية)
- غاستون دومون على موقع أوليمبيديا (الإنجليزية)